# Аншан (Китай)
 Тази статия е за града в Китай.  За историческия град в Елам вижте Аншан (Персия).  
Аншан (на китайски: 鞍山) е град и област в североизточен Китай, в провинцията Ляонин. Населението му е около 3,584 милиона на областта и около 1,286 милиона на града. Градът се простира от запад на изток на 133 км по протежение на планината Тяншан. Площта му е 9282 км2. Аншан се намира на 89 км южно от Шънян.

## История
Градът е основан през 1387 г. През 1904 – 1905 г. по време на Руско-японската война градът е силно разрушен и след това възстановен отново.

## Икономика
Аншан се нарича „стоманена столица“ на Китай. Градът е важен център за добив на желязна руда и производството на стомана. Тук е най-големият металургичен комбинат в Китай. Развити са машиностроенето и химическата промишленост.

## Побратимени градове
- Амагасаки, Япония, 1986 г.
- Ансан, Южна Корея, 1997 г.
- Бирмингам, САЩ, 1996 г.
- Бурса, Турция, 1991 г.
- Липецк, Русия, 1992 г.
- Холон, Израел, 2000 г.
- Шефилд, Англия, 1983 г.